# Tuena
Pour les articles homonymes, voir Tuena (homonymie).
Tuena est une commune située dans le département de Safané de la province du Mouhoun au Burkina Faso.